# Olivier Mutis
Olivier Mutis (* 2. Februar 1978 in Mont-Saint-Martin) ist ein ehemaliger französischer Tennisspieler.

## Persönliches
Mutis ist Einzelkind. Sein Vater Jean arbeitet in einer Computerfirma, seine Mutter Josian bei einer Bank. Er begann mit fünf Jahren Tennis zu spielen.
Olivier Mutis ist verheiratet mit einer Anwältin und hat eine Tochter.

## Karriere

### Juniorenkarriere
1992 gewann Mutis das Les Petits As, die inoffizielle Weltmeisterschaft der U14-Spieler.
Zwischen 1993 und 1996 spielte er auf der ITF Junior Tour. Dort nahm er sechsmal an Grand-Slam-Turnieren je im Einzel und Doppel teil. 1996 erreichte er bei den US Open das Halbfinale, nachdem er ein Jahr zuvor in Wimbledon gegen Nicolas Kiefer den Titel gewonnen hatte. Auch im Doppel schied Mutis 1996 erst im Halbfinale der US Open aus. Beim Heimturnier in Roland Garros holte Mutis an der Seite von Landsmann Sébastien Grosjean bei nur einem Satzverlust im Turnierverlauf den Titel. In der Junioren-Rangliste erreichte er mit Platz 4 im Einzel und Rang 8 im Doppel seine höchsten Notierungen.

### Erster Titel und Einzug Platz in die Top 200 (1995–2001)
Mit 17 Jahren spielte Mutis sein erstes großes Turnier der Profis, als er bei den French Open eine Wildcard fürs Einzel erhielt. Gegen die Nummer 62 der Weltrangliste, den Tschechen Sláva Doseděl, verlor er dort in der Verlängerung des fünften Satzes denkbar knapp. Weitere Wildcards für französische Turniere konnte er bis 1997 zunächst nicht in Erfolge ummünzen. Bei seinem erst zweiten Turnier der zweitklassigen ATP Challenger Tour in Montauban marschierte er ins Endspiel durch und besiegte dort auch Horst Skoff aus Österreich. Durch den Einzug ins Halbfinale von Contrexéville verbesserte er sich in der Rangliste weiter und durchbrach erstmals die Top 250. Bei seinem zweiten und vorerst letzten Auftritt bei den French Open im Jahr 1998 verlor er abermals in fünf Sätzen, diesmal gegen David Prinosil. Kurzzeitig fiel er aus den Top 300, ehe er durch einige Halbfinals auf der Challenger Tour Mitte 1999 kurz vor den Top 200 stand. Diese Schwelle durchbrach er letztlich, als er im Jahr 2000 drei Titel der drittklassigen ITF Future Tour gewann und bei den Challengers in Tampere und Eckental das Endspiel erreichte und es schaffte mit Raemon Sluiter dabei das erste Mal einen Spieler der Top 100 zu besiegen. Am Jahresende stand Mutis auf Rang 182.
Mitte 2001 kam Mutis das erste Mal zu einem Sieg auf der ATP Tour, als er in Amsterdam den Niederländer Martin Verkerk in der ersten Runde schlug. Darüber hinaus erzielte er keine größeren Erfolge und verlor am Saisonende rund 100 Positionen.

### Sechs Challenger-Titel und Einzug in die Top 100 (2002–2004)
Das Jahr 2002 begann Mutis mit zwei Future-Titeln. Darauf folgte eine Reihe sehr guter Resultate bei Challengers angefangen mit dem Finaleinzug in Eisenach, wo er ohne Satzverlust das Finale erreichte, aber gegen Tomáš Zíb verlor. In Segovia und Graz im August des Jahres triumphierte er bei zwei Turnieren in Folge und gab nur insgesamt zwei Sätze ab. Dasselbe gelang ihm auch rund zwei Monate später, als er in Aschaffenburg und Sevilla erneut nur je einen Satz verlor. Mit Platz 94 schloss er das Jahr am höchsten in seiner Karriere ab.
2003 bestätigte er seine Leistungssteigerung auch auf der ATP Tour, als er in Casablanca das erste Mal auf diesem Niveau das Viertelfinale erreichte (Niederlage gegen Hicham Arazi). Direkt beim folgenden Turnier in Houston ging er noch einen Schritt weiter. Er besiegte u. a. Flávio Saretta und die Nummer 25 der Welt James Blake, bevor er im Halbfinale von Andy Roddick in drei Sätzen gestoppt wurde. Die Erfolge legen nahe, dass Mutis vor allem auf Sandplätzen, wo diese Turniere stattfanden, reüssierte. Nach vier Jahren Pause gab Mutis in Paris sein Comeback bei einem Grand-Slam-Turnier und holte bei seiner dritten Teilnahme den ersten Sieg, indem er seinen Landsmann Jérôme Golmard in vier Sätzen besiegte. Gegen den Sandplatzspezialisten Gastón Gaudio schied er in der zweiten Runde aus. Nachdem Mutis auch in Wimbledon die zweite Runde und in Kitzbühel die dritte Runde erreicht hatte, erklomm er mit Position 71 sein Karrierehoch. In Kitzbühel sowie wenig später in Sopot fand Mutis jeweils in der dritten Runde gegen Guillermo Coria seinen Meister. In der zweiten Jahreshälfte kamen keine weiteren Erfolge mehr hinzu – er verlor etwa bei seiner US-Open-Premiere in der ersten Runde – sodass er mit Rang 104 das Jahr wieder etwas schlechter beendete.
Auch 2004 stand Mutis bei drei der vier Grand-Slam-Turniere im Hauptfeld. Bei den Australian Open sowie bei den US Open verlor er in vier Sätzen jeweils zum Auftakt. Dafür gelang ihm bei den French Open der größte Erfolg der Karriere. Das erste Mal überstand er dort die Auftakthürde mühelos durch einen Dreisatzsieg über Robby Ginepri (ATP 39). In der zweiten Runde gegen den Weltranglistenzweiten Andy Roddick schaffte er die Sensation und gewann nach über drei Stunden in fünf Sätzen, wodurch das erste Mal in der Open Era kein US-Amerikaner die dritte Runde eines Grand-Slam-Turniers erreichte. Der durch die Feuchtigkeit langsame Untergrund verhalf Mutis dabei zusätzlich, da er den Belag langsamer machte. Auch gegen die Nummer 58 der Welt Fabrice Santoro gewann Mutis anschließend, bevor er im Achtelfinale Juan Ignacio Chela in vier Sätzen unterlag. Nach dem Turnier stand er für kurze Zeit erneut in den Top 100. Die Turniersiege bei den Challengers in Saint-Brieuc und Reggio nell’Emilia stellten die letzten seiner Karriere dar. Als lange Zeit einziger Spieler schaffte Mutis im  September 2004 in Palermo durch seinen Sieg über den 18-jährigen Rafael Nadal mit 6:3, 6:3 in der zweiten Runde ohne Satzverlust gegen Nadal auf Sand zu bleiben. Nach seinem Ausscheiden gegen Juan Mónaco beendete Mutis das Jahr fast unverändert zum Vorjahr auf Platz 105.
Der Fokus von Mutis lag hauptsächlich auf dem Einzel. Im Doppel erhielt er bei zwölf Turnieren der ATP Tour Wildcards – fast immer bei französischen Turniere und sechsmal davon bei den French Open. Nur einmal, 2004 in Metz, kam er zu einem Matchgewinn. In der Doppel Rangliste war 2004 seine höchste Position in den Top 700 der Doppel-Rangliste.

### Verletzungsprobleme und Rücktritt (2005–2008)
In der gesamten Saison 2005 kam Mutis zu keinem Sieg auf der ATP Tour, was ihm auch in den folgenden Jahren nicht mehr gelingen sollte. Auch bei Challengers überstand er nur noch viermal die erste Runde, sodass er in der Rangliste im freien Fall war, und das Jahr lediglich auf Platz 584 abschloss. Ab Mai 2005 musste er verletzungsbedingt ein halbes Jahr pausieren; auch 2006 nahm er an nur drei Turnieren teil. 2007 und 2008 spielte er jeweils nur das Turnier in Metz. Im September 2008 beendete er schließlich seine Karriere. Neben Problemen mit seinem Rücken litt Mutis auch an Flugangst, er hasste das Reisen und wollte mehr Zeit mit seiner Familie verbringen.
Nach seiner aktiven Karriere engagierte er sich für den Tennissport in Luxemburg.

## Erfolge
| Legende (Anzahl der Siege) |
| Grand Slam                 |
| ATP Finals                 |
| ATP Tour Masters 1000      |
| ATP Tour 500               |
| ATP Tour 250               |
| ATP Challenger Tour (7)    |

### Einzel

#### Turniersiege
| Nr. | Datum             | Turnier            | Belag     | Finalgegner           | Ergebnis      |
| --- | ----------------- | ------------------ | --------- | --------------------- | ------------- |
| 1.  | 6. Juli 1997      | Montauban          | Sand      | Horst Skoff           | 6:3, 7:6      |
| 2.  | 4. August 2002    | Segovia            | Hartplatz | Fernando Verdasco     | 6:4, 6:2      |
| 3.  | 18. August 2002   | Graz               | Hartplatz | Filippo Volandri      | 6:3, 6:2      |
| 4.  | 8. September 2002 | Aschaffenburg      | Sand      | Potito Starace        | 6:4, 6:0      |
| 5.  | 5. Oktober 2002   | Sevilla            | Sand      | Albert Portas         | 6:3, 7:5      |
| 6.  | 28. März 2004     | Saint-Brieuc       | Sand      | Christophe Rochus     | 6:1, 4:6, 6:2 |
| 7.  | 27. Juni 2004     | Reggio nell’Emilia | Sand      | Philipp Kohlschreiber | 6:2, 0:6, 6:3 |